# Opona Croya
Opona Croya – monumentalny gobelin powstały na zamówienie księcia pomorskiego Filipa I, będący manifestem wiary luterańskiej na Pomorzu Zachodnim.

## Historia
Gobelin powstał w 1554 w Szczecinie, a jego wykonanie jest m.in. ściśle związane z zawartym w lutym 1536 małżeństwem księcia pomorskiego Filipa I z Marią, córką Jana, elektora saskiego. Wykonawcą był nadworny tapiser księcia Barnima IX Pobożnego – Peter Heymans. Układ kompozycyjny gobelinu oparto na grafice Lucasa Cranacha starszego – Wieczerza Ewangelików i potępienie papistów. Sugerowano się również wyglądem zaprojektowanych przez Cranacha ołtarzy w Wittenberdze i Weimarze. Autorem szkicu, na podstawie którego powstał gobelin, był najprawdopodobniej nadworny malarz Barnima IX Gabriel Glockendon. Wizerunki osób przedstawionych na gobelinie mają charakter portretowy. Heymans przy tworzeniu wizerunków posiłkował się już istniejącymi bądź specjalnie w tym celu zamówionymi konterfektami, których kilku twórców jest znanych.
Do 1625 oponę przechowywano na zamku książęcym w Wołogoszczy, później w Słupsku, a od 1707 do chwili obecnej znajduje się na Uniwersytecie w Gryfii (obecnie Greifswald). Uniwersytet stał się właścicielem opony w 1684 na mocy zapisu testamentowego księcia Ernesta Bogusława von Croya, który jednocześnie nakazał, by gobelin był wywieszany każdorazowo w ustanowione przez księcia święto (niem. Croy-Fest; obchodzone do czasów współczesnych, z przerwą 1930–1992), obchodzone co dziesięć lat w dniu śmierci Anny, matki ofiarodawcy, ku czci wymarłej dynastii Gryfitów. W XIX wieku opona była poddawana dwukrotnie pracom konserwatorskim. W czasie pierwszej renowacji (ok. 1810) na zniszczone fragmenty gobelinu naszyto łaty i pokryto je odpowiednimi malowidłami naśladującymi utracone fragmenty. Podczas drugiej renowacji przeprowadzonej w latach 1891–93 w muzeum berlińskim usunięto łaty i zastąpiono je nowo utkanymi fragmentami, które nie były jednak identyczne z oryginalnymi (np. pojawiła się nowa tablica z wersetem z Biblii).

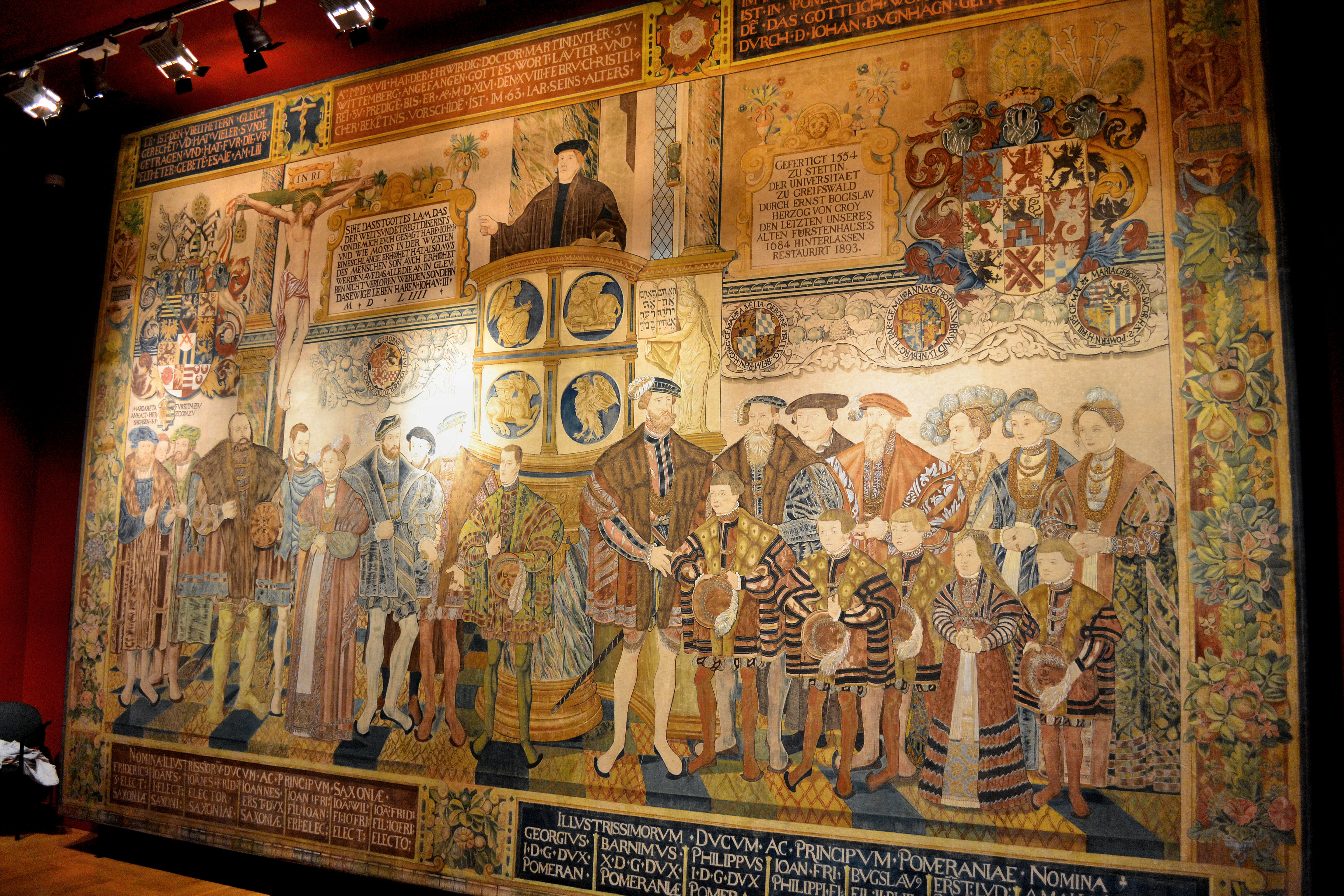
Opona Croya, kopia, Muzeum Narodowe w Szczecinie

W połowie XIX wieku wykonano kopię gobelinu, która obecnie znajduje się w Muzeum Narodowym w Szczecinie.

## Opis
Wymiary gobelinu wynoszą: 680 cm długości i 432 cm wysokości lub 690 cm i 446 cm. Osnowa wykonana została z nitek lnianych, wątek z nici wełnianych, jedwabnych, srebrnych i złotych.
W centralnym miejscu gobelinu znajduje się wizerunek Marcina Lutra stojącego na ambonie. Głoszonemu przez niego kazaniu przysłuchują się przedstawiciele książąt saskich (po lewej stronie) i pomorskich (po prawej).
Gobelin poza byciem przedstawieniem obu rodów jest równocześnie wspólnym ich portretem rodzinnym, odwołującym się do zawartego w Torgau w lutym 1536 związku małżeńskiego pomiędzy księciem wołogoskim Filipem I a Marią, córką elektora saskiego Jana Stałego.
Wśród książąt saskich widoczni są (poczynając od lewej): Fryderyk III Mądry, Małgorzata von Anhalt (druga żona Jana Stałego, widoczna tylko głowa), Jan Stały, Jan Fryderyk (przywódca związku szmalkaldzkiego), Jan Ernest I (syn Jana Stałego), Sybilla von Jülich (żona Jana Fryderyka), Jan Fryderyk II (syn Jana Fryderyka), Filip Melanchton (widoczna tylko głowa), Jan Wilhelm, Jan Fryderyk III (obaj synowie Jana Fryderyka).
Książęta pomorscy (Gryfici) reprezentowani są przez (postaci dorosłe, od lewej): Jerzego I (w czasie wykonania gobelinu nieżyjącego już od ponad 20 lat), Barnima IX Pobożnego i Filipa I. Żony Gryfitów – Amelia reńska (żona Jerzego I; w czasie wykonania gobelinu nieżyjąca już od blisko 30 lat; jest to jedyna osoba ukazana z profilu), Anna brunszwicka (żona Barnima Pobożnego) i Maria saska (żona Filipa I) ukazane są w bogatych strojach, noszą też biżuterię. Na pierwszym planie umieszczono pięcioro dzieci księcia Filipa I (tych, które w momencie powstania gobelinu miały już po kilka lat): Jana Fryderyka, Bogusława XIII, Ernesta Ludwika, Amelię (jako jedyna osoba płci żeńskiej na gobelinie, będąc urodzoną przedstawicielką rodu Gryfitów, jest opisana w legendzie w dolnej części gobelinu) i Barnima X Młodszego. Dzieci ubrane są w bogato zdobione płaszcze (chłopcy) lub suknie (Amelia) z brokatu, o tym samym motywie. Dziewczynka ma na sobie plisowaną spódnicę, w którą pośrodku wpleciony jest wąski fartuszek. Do grupy tej przynależy również, stojący między Barnimem IX Pobożnym a Filipem I, pomorski działacz reformacyjny Jan Bugenhagen (widoczna tylko głowa).
Książę Jerzy I ukazany jest na gobelinie jako najpostawniejszy z Gryfitów i być może rzeczywiście był najwyższym z rodu. Z obecnością jego osoby – nie był wyznawcą religii katolickiej w jej reformowanej odmianie – wiąże się problematyczność przyczyny ukazania go na tym zabytku reformacji. Za możliwy powód mogłaby uchodzić chęć przedstawienia przodka wołogoskiej linii Gryfitów, chociaż istotniejszym czynnikiem wydaje się być faktograficznie podbudowane (a być może wynikające również z tembru Pomeranii Tomasza Kantzowa) uznanie Jerzego I za swoistego prekursora nowego wyznania, któremu śmierć (w 1531) uniemożliwiła podjęcie określonych działań, co dało Filipowi I asumpt do umieszczenia zmarłego ojca na tym dziele sztuki.

### Pierwowzory wyobrażeń Gryfitów
Poszczególne postaci książąt i księżniczek pomorskich powstały na podstawie starszych – lub specjalnie na użytek powstania gobelinu stworzonych – przedstawień portretowych, w większości zebranych w księdze wizerunków księcia Filipa II:
- postać Jerzego I – powstały za życia księcia portret nieznanego malarza, jedno z przedstawień znajdujących się w księdze wizerunków księcia Filipa II (fol. 6); przedstawienie to jest również pierwowzorem dla szeregu wyobrażeń o nie do końca pewnej filiacji: portretu Jerzego I z dawnej kolekcji von Bismarck-Ostenów z Nowego Zamku w Płotach (kolekcji pałacu Plathe(inne języki)), portretu księcia z galerii książąt pomorskich z ratusza w Anklam oraz z galerii książąt pomorskich z ratusza w Stralsundzie,
- postać Filipa I – powstały za życia księcia, niezachowany do czasów współczesnych, portret Antona de Widy, szczecińskiego malarza;
- postać Amelii, żony Jerzego I – prawdopodobnie szkic węglem powstały na podstawie obrazu Albrechta Dürera z ok. 1513, jedno z przedstawień znajdujących się w księdze wizerunków księcia Filipa II (fol. 9); zmiany w stosunku do domniemanego pierwowzoru to: uwspółcześniony ubiór, w tym zmiana nakrycia głowy na znacznych rozmiarów wytworny kapelusz z piórami;
- postać Anny, żony Barnima IX Pobożnego – co najmniej podobieństwo z wyobrażeniem księżnej na tzw. płycie kołbackiej (płyta z portretami księcia Barnima IX (XI) i jego żony Anny brunszwicko-lüneburskiej) wykonanej przez Hansa Schencka, zwanego Scheußlich w 1545, względnie z przedstawieniem na szkicu piórem Lucasa Cranacha z ok. 1545, będącym jednym z przedstawień znajdujących się w księdze wizerunków księcia Filipa II (fol. 12); zmiany w stosunku do domniemanego pierwowzoru to detale ubioru i ozdób;
- postać Marii, żony Filipa I – powstały za życia księcia księżnej w 1545, niezachowany do czasów współczesnych (podobnie jak późniejsza kopia), portret autorstwa Antona de Widy;
- postaci dzieci Filipa I – powstałe specjalnie w związku z gobelinem i dokumentujące ich wiek, odpowiadający momentowi jego powstania, portrety malarza ze szkoły Lucasa Cranacha, przedstawienia znajdujące się w księdze wizerunków księcia Filipa II (Jan Fryderyk – fol. 20, Bogusław XIII – fol. 21, Ernest Ludwik – fol. 22)[9].